# 塞爾維爾 (新澤西州)
塞爾維爾（英語：Sayreville）是位於美國新澤西州米德爾塞克斯縣的自治市鎮。

## 人口
根據2020年美國人口普查的數據，塞爾維爾的面積為48.33平方千米，當中陸地面積為41.00平方千米，而水域面積為7.33平方千米。當地共有人口45345人，而人口密度為每平方千米938人。